# Halálozások 1996-ban
Ez a szócikk az 1996-os évben elhunyt nevezetes személyeket sorolja fel.

## Ismeretlen hónap
| Dátum          | Név                    | Foglalkozás / tisztség                       | Kor | Forrás |
| -------------- | ---------------------- | -------------------------------------------- | --- | ------ |
| Ismeretlen nap | Adrian Cosma           | olimpiai ezüstérmes (1976) román kézilabdázó | 046 |        |
| Ismeretlen nap | Francisco Ribera Gómez | spanyol festő                                | 089 |        |

## December
| Dátum          | Név                  | Foglalkozás / tisztség                               | Kor | Forrás |
| -------------- | -------------------- | ---------------------------------------------------- | --- | ------ |
| Ismeretlen nap | Leoncio Evita Enoy   | Egyenlítői-guineai festő, író                        | 067 |        |
| december 30.   | Erik Heiberg         | olimpiai ezüstérmes (1952) norvég vitorlázó          | 080 |        |
| december 30.   | Jack Nance           | amerikai színész                                     | 053 | –      |
| december 30.   | Broome Pinniger      | olimpiai bajnok (1928 és 1932) indiai gyeplabdázó    | 094 |        |
| december 29.   | Wolfgang Pietzsch    | német sakkozó                                        | 066 | –      |
| december 27.   | Julián Mateos        | spanyol színész és filmproducer                      | 058 |        |
| december 25.   | August Wenzinger     | svájci csellista, zenepedagógus, karmester           | 091 |        |
| december 24.   | Bustya Endre         | irodalomtörténész, műfordító                         | 069 | –      |
| december 24.   | Hajnal Imre          | matematikatanár                                      | 070 | –      |
| december 24.   | Nguyễn Hữu Thọ       | vietnámi politikus, elnök (1980–1981)                | 086 |        |
| december 23.   | Rina Ketty           | olasz származású francia énekesnő                    | 085 |        |
| december 21.   | Hazai Kálmán         | olimpiai bajnok (1936) vízilabdázó                   | 083 | –      |
| december 21.   | Alfred Tonello       | olimpiai bronzérmes (1952) francia kerékpárversenyző | 067 |        |
| december 20.   | Carl Sagan           | amerikai csillagász                                  | 062 | –      |
| december 19.   | Ejvind Hansen        | olimpiai ezüstérmes (1948) dán kajakos               | 072 |        |
| december 19.   | Amata Kabua          | Marshall-szigeteki politikus, elnök (1979–1996)      | 068 |        |
| december 19.   | Marcello Mastroianni | olasz színész                                        | 072 | –      |
| december 18.   | Irving Caesar        | amerikai dalszerző                                   | 101 |        |
| december 18.   | Eyşe Şan             | kurd énekes                                          | 058 |        |
| december 18.   | Sóvári Kálmán        | birkózó                                              | 086 | –      |
| december 17.   | Johannes Kaiser      | olimpiai ezüstérmes (1960 német rövidtávfutó         | 060 |        |
| december 17.   | Bob Maas             | olimpiai ezüstérmes (1932) holland vitorlázó         | 089 |        |
| december 17.   | Ruby Murray          | északír énekesnő                                     | 061 |        |
| december 16.   | Quentin Bell         | brit művészettörténész                               | 086 |        |
| december 16.   | Dolores Medio        | spanyol író                                          | 085 |        |
| december 15.   | Tristan Keuris       | holland zeneszerző, zenepedagógus                    | 050 |        |
| december 14.   | Doina Cojocaru       | világbajnoki ezüstérmes (1973) román kézilabdázó     | 048 | –      |
| december 13.   | Cao Jü               | kínai író                                            | 086 |        |
| december 10.   | John Price           | dán színész, filmrendező                             | 083 |        |
| december 9.    | Alain Poher          | francia jogász, mérnök, politikus, interim elnök     | 087 |        |
| december 8.    | Howard Rollins       | amerikai színész                                     | 046 |        |
| december 8.    | Marin Sorescu        | román költő, író, drámaíró                           | 060 |        |
| december 7.    | José Donoso          | chilei író, újságíró                                 | 072 |        |
| december 4.    | Ans Wortel           | holland képzőművész, költő, író                      | 067 |        |
| december 3.    | Georges Duby         | francia középkortörténész                            | 077 | –      |
| december 3.    | Babrak Karmal        | afgán politikus, pártvezető, államfő (1979–1986)     | 067 |        |

## November
| Dátum          | Név                        | Foglalkozás / tisztség                                                    | Kor | Forrás |
| -------------- | -------------------------- | ------------------------------------------------------------------------- | --- | ------ |
| Ismeretlen nap | Szvámi Ráma                | indiai jógi, tanító és író                                                | 071 |        |
| november 30.   | Szánthó Enid               | magyar-amerikai operaénekesnő (alt), énektanár                            | 089 | –      |
| november 29.   | Jordan Cronenweth          | amerikai operatőr (Szárnyas fejvadász, Előre a múltba)                    | 061 |        |
| november 29.   | Dan Flavin                 | amerikai képzőművész                                                      | 063 |        |
| november 29.   | Dragoslav Srejović         | szerb régész, kulturális antrpológus                                      | 065 |        |
| november 25.   | Csanád Béla                | pap, költő, tanár                                                         | 070 | –      |
| november 24.   | Sorley MacLean             | skót költő                                                                | 085 |        |
| november 23.   | Mohamed Amin               | kenyai fotóriporter                                                       | 053 |        |
| november 21.   | Abdus Salam                | Nobel-díjas pakisztáni fizikus                                            | 070 | –      |
| november 18.   | Michele Abruzzo            | olasz színész                                                             | 091 |        |
| november 18.   | Evelyn Hooker              | amerikai szexuálpszichológus                                              | 089 |        |
| november 14.   | Virginia Cherrill          | amerikai színésznő (Nagyvárosi fények)                                    | 088 |        |
| november 14.   | Elman Service              | amerikai kulturális antropológus                                          | 081 |        |
| november 14.   | Mien van den Berg          | olimpiai bajnok (1928) holland tornász                                    | 086 |        |
| november 13.   | Bobbie Vaile               | ausztrál csillagász, asztrofizikus                                        | 037 |        |
| november 10.   | Yaki Kadafi (Yafeu Fula)   | amerikai rapper                                                           | 019 |        |
| november 10.   | Richard Mayo               | olimpiai bronzérmes (1932) amerikai öttusázó                              | 094 |        |
| november 9.    | Szilvási Lajos             | magyar író, újságíró                                                      | 064 | –      |
| november 9.    | Kárász József              | író, könyvtáros                                                           | 082 | –      |
| november 6.    | Tommy Lawton               | angol labdarúgó, edző                                                     | 077 |        |
| november 4.    | Gottlieb Weber             | svájci kerékpárversenyző                                                  | 086 |        |
| november 3.    | Bognár József              | politikus, közgazdász                                                     | 079 | –      |
| november 3.    | Jean-Bédel Bokassa         | katonai vezető és politikus, a Közép-afrikai Köztársaság elnöke           | 075 | –      |
| november 3.    | Keresztes Zoltán           | író, szerkesztő, bibliográfus                                             | 067 | –      |
| november 2.    | Eva Cassidy                | amerikai énekesnő                                                         | 033 | –      |
| november 2.    | Pierre Grimal              | francia nyelvész, klasszika-filológus                                     | 083 |        |
| november 1.    | Máti Buabíd                | marokkói politikus, miniszterelnök (1979–1983)                            | 068 | –      |
| november 1.    | Junius Richard Jayewardene | Srí Lanka-i politikus, miniszterelnök (1977–1978), államelnök (1979–1989) | 090 |        |
| november 1.    | Kliburszkyné Vogl Mária    | geokémikus, az MTA tagja                                                  | 084 | –      |

## Október
| Dátum       | Név                             | Foglalkozás / tisztség                                                 | Kor | Forrás |
| ----------- | ------------------------------- | ---------------------------------------------------------------------- | --- | ------ |
| október 31. | Marcel Carné                    | francia filmrendező, forgatókönyvíró                                   | 090 | –      |
| október 30. | Gyurkó János                    | mérnök, politikus, országgyűlési képviselő, környezetvédelmi miniszter | 044 | –      |
| október 29. | Eugen Kapp                      | észt zeneszerző, zenepedagógus                                         | 088 |        |
| október 27. | Charlotte Jay                   | ausztrál író                                                           | 076 |        |
| október 26. | Henri Lepage                    | olimpiai és világbajnok francia párbajtőrvívó                          | 088 | –      |
| október 25. | Ennio De Giorgi                 | olasz matematikus                                                      | 068 |        |
| október 24. | Gladwyn Jebb                    | angol politikus, diplomata, az ENSZ első főtitkára                     | 096 |        |
| október 24. | Patkós Irma                     | színésznő                                                              | 096 | –      |
| október 24. | Romica Puceanu                  | cigány származású romániai énekesnő                                    | 069 | –      |
| október 22. | Edmund Black                    | olimpiai bronzérmes (1928) amerikai atléta, kalapácsvető               | 091 |        |
| október 21. | Giovanni Zuddas                 | olimpiai ezüstérmes (1948) olasz ökölvívó                              | 068 |        |
| október 17. | Jaroslav Balík                  | cseh forgatókönyvíró, filmrendező                                      | 072 |        |
| október 17. | Berthold Goldschmidt            | német-brit zeneszerző                                                  | 093 |        |
| október 17. | Jean-Pierre Munch               | francia kerékpárversenyző                                              | 070 |        |
| október 14. | Laura La Plante                 | amerikai színésznő                                                     | 091 |        |
| október 13. | Beryl Reid                      | brit színésznő                                                         | 077 |        |
| október 13. | Pavel Alekszandrovics Szolovjov | szovjet repülőmérnök                                                   | 079 | –      |
| október 12. | Erik Blomberg                   | finn operatőr, filmrendező, producer                                   | 083 |        |
| október 12. | René Lacoste                    | francia teniszező                                                      | 092 |        |
| október 11. | Lars Ahlfors                    | finn matematikus                                                       | 089 | –      |
| október 11. | Barnóthy Jenő                   | mérnök-asztrofizikus, egyetemi tanár                                   | 092 | –      |
| október 11. | Roger Lapébie                   | francia kerékpárversenyző                                              | 085 | [ 4 ]  |
| október 11. | Carlos Mancheno                 | ecuadori katonatiszt, politikus, diktátor (1947)                       | 094 | –      |
| október 11. | William Vickrey                 | Nobel-díjas kanadai-amerikai közgazdász                                | 082 |        |
| október 10. | John Hillaby                    | angol útikönyvíró, felfedező                                           | 079 | –      |
| október 9.  | Per Asplin                      | norvég színész, zenész, énekes                                         | 068 |        |
| október 8.  | Francis D. Lyon                 | amerikai filmrendező                                                   | 091 |        |
| október 4.  | Kobajasi Maszaki                | japán filmrendező                                                      | 080 |        |
| október 4.  | Silvio Piola                    | olasz válogatott labdarúgó                                             | 083 | –      |
| október 3.  | Serényi István                  | válogatott kézilabdázó                                                 | 085 | –      |
| október 2.  | Joonas Kokkonen                 | finn zeneszerző                                                        | 074 |        |
| október 1.  | Dános Miklós                    | író, újságíró                                                          | 073 | –      |
| október 1.  | Frederick Meyer                 | olimpiai ezüstérmes (1932) amerikai tornász                            | 086 |        |
| október 1.  | Herbert Seifert                 | német matematikus                                                      | 089 |        |
| október 1.  | Alfred Vogel                    | svájci természetgyógyász                                               | 093 |        |

## Szeptember
| Dátum          | Név                             | Foglalkozás / tisztség                                                      | Kor | Forrás |
| -------------- | ------------------------------- | --------------------------------------------------------------------------- | --- | ------ |
| szeptember 29. | Endó Súszaku                    | japán író                                                                   | 073 | –      |
| szeptember 29. | Bohuslav Karlík                 | világbajnok (1938) és olimpiai ezüstérmes (1936) csehszlovák kenus          | 087 |        |
| szeptember 26. | Geoffrey Wilkinson              | Nobel-díjas angol kémikus                                                   | 075 |        |
| szeptember 25. | Nicu Ceaușescu                  | Nicolae Ceaușescu fia                                                       | 045 | –      |
| szeptember 24. | Iorwerth Eiddon Stephen Edwards | angol egyiptológus                                                          | 087 |        |
| szeptember 23. | Kárpáti Károly                  | olimpiai bajnok birkózó                                                     | 090 | –      |
| szeptember 23. | František Rauch                 | cseh zongoraművész, zenepedagógus                                           | 086 |        |
| szeptember 22. | Dorothy Lamour                  | amerikai színésznő, énekesnő                                                | 081 |        |
| szeptember 22. | László Kálmán                   | mikológus, természettudományi író                                           | 096 | –      |
| szeptember 22. | Mohamed Ben Ahmed Abdelgáni     | algériai politikus, miniszterelnök (1979–1984)                              | 069 | –      |
| szeptember 21. | Erika Cremer                    | német fizikai kémikus                                                       | 096 |        |
| szeptember 21. | Franz Pfnür                     | olimpiai- (1936) és világbajnok (1934) német síző                           | 087 |        |
| szeptember 20. | Erdős Pál                       | matematikus                                                                 | 083 | –      |
| szeptember 20. | Krešo Golik                     | horvát filmrendező                                                          | 074 |        |
| szeptember 18. | Corrie Laddé                    | olimpiai ezüstérmes (1932) holland úszó                                     | 080 |        |
| szeptember 17. | Spiro Agnew                     | amerikai politikus, alelnök (1969–1973)                                     | 077 | –      |
| szeptember 17. | Teodoro Fernández               | perui labdarúgó                                                             | 083 |        |
| szeptember 16. | Karl Dröse                      | olimpiai ezüstérmes (1936) német gyeplabdázó                                | 082 |        |
| szeptember 16. | Rolf Graae                      | dán építész, templomrestaurátor, orgonaépítő                                | 079 |        |
| szeptember 16. | Gene Nelson                     | amerikai színész, táncos, forgatókönyvíró, rendező                          | 076 |        |
| szeptember 14. | Juliet Prowse                   | amerikai színésznő, táncosnő                                                | 059 |        |
| szeptember 13. | Xosé Filgueira Valverde         | galiciai történész, régész, antropológus, író                               | 089 |        |
| szeptember 13. | Tupac Amaru Shakur              | rapzenész                                                                   | 025 | –      |
| szeptember 12. | Eleazar de Carvalho             | brazil zeneszerző, karmester                                                | 084 |        |
| szeptember 12. | Ernesto Geisel                  | brazil katonatiszt, politikus, elnök                                        | 089 |        |
| szeptember 12. | Nagy Jenő                       | nyelvész, néprajzkutató                                                     | 080 | –      |
| szeptember 12. | Toma Prosev(Toma Prošev)        | macedón zeneszerző, karmester                                               | 064 |        |
| szeptember 11. | João Francisco Braz (Bráz)      | olimpiai bronzérmes (1948) brazil kosárlabdázó                              | 075 |        |
| szeptember 11. | Fehér Klára                     | író, újságíró                                                               | 077 | –      |
| szeptember 11. | Brenda Forbes                   | brit származású amerikai színésznő                                          | 087 |        |
| szeptember 10. | Joanne Dru                      | amerikai színésznő                                                          | 074 | –      |
| szeptember 9.  | Bill Monroe                     | amerikai bluegrass zenész, dalszerző                                        | 084 |        |
| szeptember 9.  | Robert Nisbet                   | amerikai szociológus                                                        | 082 |        |
| szeptember 8.  | Szemjon Aranovics               | szovjet-orosz filmrendező                                                   | 062 | –      |
| szeptember 7.  | Bibi Besch                      | osztrák származású amerikai színésznő                                       | 054 |        |
| szeptember 7.  | Bruno Corbucci                  | olasz filmrendező                                                           | 064 |        |
| szeptember 7.  | Gilda                           | argentin énekesnő                                                           | 034 |        |
| szeptember 6.  | Ion Dumitrescu                  | román zeneszerző                                                            | 083 |        |
| szeptember 6.  | Kunsági György                  | Európa-bajnoki ezüstérmes (1958) magyar úszó                                | 073 | [ 5 ]  |
| szeptember 4.  | Victor Aaron                    | indián származású amerikai színész                                          | 039 |        |
| szeptember 3.  | Og Mandino                      | amerikai író                                                                | 072 |        |
| szeptember 2.  | Otto Luening                    | német származású amerikai zeneszerző, karmester                             | 096 |        |
| szeptember 2.  | Aldo Montano                    | többszörös világbajnok és olimpiai ezüstérmes (1936 és 1948) olasz kardvívó | 085 |        |
| szeptember 1.  | Bakos Ferenc                    | nyelvész                                                                    | 074 | –      |
| szeptember 1.  | Domahidy László                 | basszus operaénekes                                                         | 076 | –      |
| szeptember 1.  | Vagn Holmboe                    | dán zeneszerző                                                              | 086 |        |
| szeptember 1.  | Ljuba Welitsch                  | bolgár-német operaénekesnő                                                  | 083 |        |

## Augusztus
| Dátum         | Név                       | Foglalkozás / tisztség                                                 | Kor | Forrás |
| ------------- | ------------------------- | ---------------------------------------------------------------------- | --- | ------ |
| augusztus 30. | Alfredo B. Crevenna       | mexikói forgatókönyvíró,filmrendező                                    | 082 |        |
| augusztus 30. | Dunc Gray                 | olimpiai bajnok (1932) ausztrál kerékpárversenyző                      | 090 |        |
| augusztus 30. | Christine Pascal          | francia-svájci színésznő, filmrendező                                  | 042 |        |
| augusztus 29. | Tera de Marez Oyens       | holland zeneszerző                                                     | 064 |        |
| augusztus 28. | Phyllis Pearsall          | brit festő, tipográfus, kartográfus                                    | 089 | –      |
| augusztus 27. | Kobajasi Akidzsi          | japán színész (Bármi más?)                                             | 065 | –      |
| augusztus 26. | Alejandro Agustín Lanusse | argentin politikus, elnök (1971–1973)                                  | 077 |        |
| augusztus 26. | Sven Stolpe               | svéd író, újságíró, irodalomkritikus                                   | 091 |        |
| augusztus 25. | Reinhard Libuda           | világbajnoki bronzérmes nyugatnémet válogatott német labdarúgó, csatár | 052 | –      |
| augusztus 23. | Jurriaan Andriessen       | holland zeneszerző                                                     | 070 |        |
| augusztus 23. | Audrey Patterson          | olimpiai bronzérmes (1948) amerikai atléta, rövidtávfutó               | 069 |        |
| augusztus 20. | André-Georges Haudricourt | francia nyelvész, botanikus, geográfus, etnológus                      | 085 |        |
| augusztus 20. | Rio Reiser                | német popzenész, énekes                                                | 046 |        |
| augusztus 19. | Sója Miklós               | pap                                                                    | 084 | –      |
| augusztus 18. | Isabel Morgan             | amerikai bakteriológus, virológus                                      | 084 | –      |
| augusztus 16. | Kerekes János             | zeneszerző, karmester, az Állami Áruház komponistája                   | 083 | –      |
| augusztus 14. | Sergiu Celibidache        | román-német karmester, zeneszerző, zenetudós                           | 084 |        |
| augusztus 14. | Honfi Károly              | nemzetközi sakknagymester                                              | 066 | –      |
| augusztus 13. | Guy Nosbaum               | olimpiai ezüstérmes (1960) francia evezős                              | 066 |        |
| augusztus 13. | António de Spínola        | portugál katonatiszt, politikus                                        | 086 | –      |
| augusztus 13. | David Tudor               | amerikai zongorista, zeneszerző                                        | 070 |        |
| augusztus 12. | Varga János               | magyar agrármérnök, egyetemi tanár                                     | 070 | –      |
| augusztus 11. | Rafael Kubelík            | cseh-svájci karmester, zeneszerző, hegedűművész                        | 082 |        |
| augusztus 11. | David Ricketts            | olimpiai bronzérmes (1948) brit kerékpárversenyző                      | 075 |        |
| augusztus 10. | Hajnóczi Gyula            | építész                                                                | 076 | –      |
| augusztus 9.  | Abe Tokiharu              | japán ichtiológus                                                      | 085 |        |
| augusztus 9.  | Lionel Emmett             | olimpiai bajnok (1936) indiai gyeplabdázó                              | 083 |        |
| augusztus 9.  | Gábori Miklós             | régész, antropológus                                                   | 070 | –      |
| augusztus 8.  | Nevill Francis Mott       | Nobel-díjas angol fizikus                                              | 090 |        |
| augusztus 6.  | Muhamed al-Badr           | jemeni vallási és politikai vezető, az ország utolsó királya (1962)    | 070 |        |
| augusztus 6.  | Hernán Siles Zuazo        | bolíviai politikus, elnök (1956–1960 és 1982–1985)                     | 083 |        |
| augusztus 3.  | Guido Alberti             | olasz színész                                                          | 087 |        |
| augusztus 2.  | Mohamed Farrah Aidid      | szomáliai politikus, elnök (1995–1996)                                 | 061 |        |
| augusztus 2.  | Michel Debré              | francia ellenálló, politikus, miniszterelnök (1959–1962)               | 084 |        |
| augusztus 1.  | Ócsag Imre                | mezőgazdasági mérnök, egyetemi tanár                                   | 076 | –      |

## Július
| Dátum      | Név                   | Foglalkozás / tisztség                                        | Kor | Forrás |
| ---------- | --------------------- | ------------------------------------------------------------- | --- | ------ |
| július 31. | Ricardo Molinari      | argentin költő                                                | 098 |        |
| július 30. | Claudette Colbert     | amerikai színésznő                                            | 092 | –      |
| július 30. | Carlos Droguett       | chilei író                                                    | 083 |        |
| július 30. | Újhelyi Szilárd       | politikus                                                     | 081 | –      |
| július 28. | Roger Tory Peterson   | amerikai természettudós, ornitológus, környezetvédő aktivista | 087 |        |
| július 27. | Jane Drew             | angol építész, várostervező                                   | 085 |        |
| július 26. | Mentes József         | színész                                                       | 071 | –      |
| július 25. | Howard Vernon         | svájci színész                                                | 088 |        |
| július 24. | Virginia Christine    | amerikai színésznő                                            | 076 |        |
| július 24. | Nacho Martínez        | spanyol-asztúriai színész                                     | 044 |        |
| július 23. | Jean Muir             | amerikai színésznő                                            | 085 |        |
| július 19. | František Plánička    | cseh válogatott labdarúgó kapus                               | 092 | –      |
| július 19. | Sverre Wilberg        | norvég színész                                                | 066 |        |
| július 18. | José Manuel Fuente    | spanyol-asztúriai kerékpárversenyző                           | 050 |        |
| július 18. | Subagio Sastrowardoyo | indonéz költő, író                                            | 072 | [ 7 ]  |
| július 15. | Dana Hill             | amerikai színésznő                                            | 032 |        |
| július 15. | Lakó György           | nyelvész, finnugrista                                         | 087 | –      |
| július 14. | Jeff Krosnoff         | amerikai autóversenyző                                        | 031 |        |
| július 14. | Richard Ripley        | olimpiai bronzérmes (1924) brit atléta, rövidtávfutó          | 095 |        |
| július 12. | John Chancellor       | amerikai televíziós újságíró                                  | 068 |        |
| július 12. | Gottfried von Einem   | osztrák zeneszerző                                            | 078 |        |
| július 12. | Hargitai László       | talajkémikus                                                  | 066 | –      |
| július 12. | Jonathan Melvoin      | amerikai zenész                                               | 034 |        |
| július 9.  | Aurora Redondo        | spanyol-katalán színésznő                                     | 096 |        |
| július 6.  | Armando Calvo         | spanyol színész                                               | 076 |        |
| július 3.  | Barry Crump           | új-zélandi vadászíró                                          | 061 |        |
| július 3.  | Bernard Zehrfuss      | francia építész                                               | 084 |        |
| július 2.  | René Lacoste          | olimpiai bronzérmes (1924) francia teniszező                  | 092 |        |
| július 1.  | Margaux Hemingway     | amerikai színésznő                                            | 042 | –      |

## Június
| Dátum          | Név                    | Foglalkozás / tisztség                                                | Kor | Forrás |
| -------------- | ---------------------- | --------------------------------------------------------------------- | --- | ------ |
| Ismeretlen nap | David Brodie           | olimpiai ezüstérmes (1948) brit gyeplabdajátékos                      | 086 |        |
| június 30.     | Jef Maes               | belga zeneszerző, zenepedagógus                                       | 091 | –      |
| június 29.     | Richard Krebs          | olimpiai ezüstérmes (1928) német atléta, rövidtávfutó                 | 089 |        |
| június 28.     | Julio Bolbochán        | argentin sakkozó                                                      | 076 | [ 8 ]  |
| június 27.     | Albert R. Broccoli     | amerikai filmproducer                                                 | 087 |        |
| június 26.     | Veronica Guerin        | ír újságíró                                                           | 037 |        |
| június 25.     | Hans Stam              | olimpiai bronzérmes (1948) holland vízilabdázó                        | 077 |        |
| június 24.     | Peter Thullen          | német-ecuadori matematikus                                            | 088 |        |
| június 23.     | Alvar Hägglund         | világbajnoki ezüstérmes (1939) svéd sífutó                            | 082 |        |
| június 23.     | Andréasz Papandréu     | görög politikus, miniszterelnök (1981–1989 és 1993–1996)              | 077 |        |
| június 23.     | Mariano Rojas          | spanyol kerékpárversenyző                                             | 023 |        |
| június 20.     | Walter Guevara Arze    | bolíviai politikus, elnök (1979)                                      | 084 | –      |
| június 19.     | Balogh Edgár           | romániai magyar publicista                                            | 089 | –      |
| június 19.     | Hillevi Rombin         | svéd-amerikai színésznő, modell, szépségkirálynő                      | 062 |        |
| június 19.     | Edvin Wide             | olimpiai bronzérmes (1924) svéd atléta, hosszútávfutó                 | 100 |        |
| június 18.     | Gino Bramieri          | olasz színész, humorista                                              | 067 |        |
| június 18.     | Endel Puusepp          | észt származású, szovjet bombázópilóta                                | 087 | –      |
| június 17.     | Farkas Gizella         | tízszeres világbajnok asztaliteniszező                                | 070 | –      |
| június 17.     | Thomas Kuhn            | tudománytörténész                                                     | 074 | –      |
| június 16.     | Jean Gimpel            | francia középkortörténész                                             | 077 |        |
| június 16.     | David Mourão-Ferreira  | portugál író, költő                                                   | 069 |        |
| június 15.     | Ella Fitzgerald        | amerikai jazzénekesnő                                                 | 079 | –      |
| június 14.     | Gesualdo Bufalino      | olasz író                                                             | 075 |        |
| június 14.     | Jack Ragland           | olimpiai bajnok (1936) amerikai kosárlabdázó                          | 082 |        |
| június 13.     | Ombódi Imre            | ferencvárosi labdarúgó                                                | 068 | –      |
| június 12.     | Mary Field             | amerikai színésznő                                                    | 087 |        |
| június 12.     | Adam Mularczyk         | lengyel színész                                                       | 073 |        |
| június 11.     | Brigitte Helm          | német színésznő                                                       | 090 |        |
| június 10.     | Jo Van Fleet           | amerikai színésznő                                                    | 081 |        |
| június 10.     | Zentai Gábor           | labdarúgó kapus                                                       | 078 | –      |
| június 9.      | Piotr Abraszewski      | lengyel fesrő                                                         | 090 |        |
| június 9.      | Rafaela Aparicio       | spanyol színésznő                                                     | 090 |        |
| június 9.      | Benedek István         | magyar orvos, író, művelődéstörténész                                 | 089 | –      |
| június 9.      | Walter Stokes          | olimpiai bajnok (1924) amerikai sportlövő                             | 098 |        |
| június 9.      | Nhiek Tiulong          | kambodzsai politikus, miniszterelnök (1962)                           | 087 | –      |
| június 8.      | Hopp Lajos             | irodalomtörténész                                                     | 069 | –      |
| június 8.      | Henryk Trębicki        | olimpiai bronzérmes (1968) lengyel súlyemelő                          | 055 |        |
| június 7.      | Siti Rukiah            | indonéz író                                                           | 069 | –      |
| június 6.      | Kitamura Kuszuo        | olimpiai bajnok (1932) japán úszó                                     | 068 |        |
| június 6.      | George D. Snell        | Nobel-díjas amerikai genetikus, immunológus                           | 092 |        |
| június 6.      | José María Valverde    | spanyol filozófus, költő, irodalomkritikus                            | 070 |        |
| június 5.      | Vito Scotti            | amerikai színész                                                      | 078 |        |
| június 4.      | María Luisa Anido      | argentin gitáros, zeneszerző, zenepedagógus                           | 089 |        |
| június 4.      | Ivánka Csaba           | színész, rendező                                                      | 048 | –      |
| június 3.      | William Cox            | olimpiai bronzérmes (1924) amerikai atléta, hosszútávfutó             | 091 |        |
| június 3.      | Peter Glenville        | angol színész, rendező                                                | 082 |        |
| június 3.      | Tito Okello            | ugandai katonatiszt, politikus, elnök (1985–1986)                     | 082 |        |
| június 2.      | John Alton             | magyar származású amerikai operatőr                                   | 094 |        |
| június 2.      | Alberto Farnese        | olasz színész                                                         | 069 |        |
| június 2.      | Pilar Lorengar         | spanyol énekesnő                                                      | 068 | –      |
| június 1.      | Don Grolnick           | amerikai dzsesszzongorista, zeneszerző                                | 048 |        |
| június 1.      | Kovács István          | atomfizikus, az MTA tagja, a molekulaspektroszkópia kiemelkedő tudósa | 082 | –      |
| június 1.      | Nilam Szandzsiva Reddy | indiai politikus, államfő (1977–1982)                                 | 083 |        |

## Május
| Dátum     | Név                       | Foglalkozás / tisztség                                | Kor | Forrás |
| --------- | ------------------------- | ----------------------------------------------------- | --- | ------ |
| május 31. | Timothy Leary             | amerikai pszichológus                                 | 076 | –      |
| május 31. | Ton de Leeuw              | holland zeneszerző                                    | 069 |        |
| május 30. | William Dally             | olimpiai bajnok (1928) amerikai evezős                | 088 |        |
| május 30. | Alo Mattiisen             | észt zenész, zeneszerző                               | 035 |        |
| május 29. | Antonín Mrkos             | cseh csillagász                                       | 078 |        |
| május 28. | George Kojac              | olimpiai bajnok (1928) amerikai úszó                  | 086 |        |
| május 27. | Bartha Adorján            | állatorvos                                            | 072 | –      |
| május 27. | Axel Bonde Hansen         | olimpiai ezüstérmes (1948) dán evezős                 | 077 |        |
| május 27. | Simon Zsuzsa              | színésznő, rendező, színigazgató                      | 086 | –      |
| május 26. | Ole Berntsen              | olimpiai bajnok (1964) dán vitorlázó                  | 081 |        |
| május 25. | Guy Mazeline              | Goncourt-díjas francia író                            | 096 |        |
| május 25. | Svend Otto S.             | dán író, gyermekkönyv-illusztrátor                    | 079 |        |
| május 24. | Jacob Druckman            | amerikai zeneszerző                                   | 067 |        |
| május 24. | Johan Kraag               | suriname-i politikus, elnök (1990–1991)               | 082 | –      |
| május 24. | Lois Pereiro              | galiciai költő, író                                   | 038 |        |
| május 22. | Ábrahám János             | erdélyi magyar újságíró, író                          | 065 | –      |
| május 21. | Şamil Alâdin              | krími tatár író, műfordító, polgárjogi aktivista      | 083 |        |
| május 20. | Kótai Lajos               | tanító                                                | 090 | –      |
| május 17. | Mary Haas                 | amerikai nyelvész                                     | 086 |        |
| május 17. | Johnny "Guitar" Watson    | amerikai zenész, énekes, dalszerző                    | 061 |        |
| május 15. | Javier del Granado        | bolíviai költő, író                                   | 083 |        |
| május 14. | Marian Barone             | olimpiai bronzérmes (1948) amerikai tornász           | 072 |        |
| május 14. | Pákolitz István           | író, költő, pedagógus                                 | 076 | –      |
| május 12. | Richard Kendall Brooke    | brit ornitológus                                      | 066 | –      |
| május 11. | Nnamdi Azikiwe            | nigériai politikus, az ország első elnöke (1963–1966) | 091 |        |
| május 11. | Ademir Marques de Menezes | válogatott brazil labdarúgó                           | 074 | –      |
| május 11. | Vittorio Sala             | olasz forgatókönyvíró, filmrendező                    | 077 |        |
| május 10. | Poul Borum                | dán költő, író                                        | 061 |        |
| május 10. | Ethel Smith               | amerikai orgonaművész                                 | 093 |        |
| május 8.  | Serge Chermayeff          | orosz-zsidó származású brit és amerikai építész       | 095 |        |
| május 5.  | Aj Csing                  | kínai költő                                           | 086 |        |
| május 5.  | Beryl Burton              | többszörös világbajnok kerékpárversenyző              | 058 | [ 11 ] |
| május 3.  | Jack Weston               | amerikai színész                                      | 071 |        |
| május 2.  | Imil Habibi               | palesztin újságíró, politikus                         | 074 |        |
| május 2.  | María Luisa Ponte         | spanyol színésznő                                     | 077 |        |
| május 1.  | Kun Erzsébet              | író, újságíró                                         | 070 | –      |
| május 1.  | Luana Patten              | amerikai színésznő                                    | 057 |        |

## Április
| Dátum       | Név                           | Foglalkozás / tisztség                                                 | Kor | Forrás |
| ----------- | ----------------------------- | ---------------------------------------------------------------------- | --- | ------ |
| április 30. | Keresztury Dezső              | irodalomtörténész, költő                                               | 091 | –      |
| április 30. | Julio César Méndez Montenegro | guatemalai politikus, elnök (1966–1970)                                | 080 |        |
| április 30. | Oláh Tibor                    | kritikus, irodalomtörténész, műfordító                                 | 075 | –      |
| április 30. | David Opatoshu                | amerikai színész                                                       | 078 |        |
| április 30. | Rosaura Revueltas             | mexikói színésznő, táncosnő                                            | 085 |        |
| április 28. | Kun Miklós                    | orvos, sebész                                                          | 075 |        |
| április 27. | Gilles Grangier               | francia filmrendező                                                    | 084 |        |
| április 25. | Rafael Orozco Flores          | spanyol zongoraművész                                                  | 050 |        |
| április 24. | Giliante D'Este               | olimpiai bajnok (1928) olasz evezős                                    | 086 |        |
| április 24. | Frank Riley                   | amerikai sci-fi-író                                                    | 080 |        |
| április 22. | Mircea Ciobanu                | román költő, író, esszéista, műfordító                                 | 055 |        |
| április 20. | Alexander D'Arcy              | egyiptomi-amerikai színész                                             | 087 |        |
| április 20. | Christopher Robin Milne       | angol író, Alan Alexander Milne fia                                    | 075 |        |
| április 19. | François Picard               | francia autóversenyző                                                  | 075 | –      |
| április 18. | Hubert Opperman               | ausztrál kerékpárversenyző és politikus                                | 091 |        |
| április 17. | Piet Hein                     | dán író, matematikus, feltaláló                                        | 090 | [ 13 ] |
| április 17. | Adelaide Lambert              | olimpiai bajnok (1928) amerikai úszó                                   | 088 |        |
| április 16. | Tomás Gutiérrez Alea          | kubai filmrendező, forgatókönyvíró                                     | 067 |        |
| április 13. | Bencze János                  | ügyvéd, a magyar olimpiai válogatott a DVTK, SZEOL, DAC egykori kapusa | 044 | –      |
| április 13. | Vjekoslav Kaleb               | horvát író                                                             | 090 |        |
| április 12. | Goda Gábor                    | író                                                                    | 085 | –      |
| április 12. | Marthe Robert                 | francia irodalomkritikus                                               | 082 |        |
| április 11. | Trygve Brodahl                | világbajnoki ezüstérmes (1930 és 1935) norvég sífutó                   | 090 |        |
| április 10. | Hans Beck                     | olimpiai ezüstérmes (1932) norvég síugró                               | 084 |        |
| április 10. | Morárdzsi Deszái              | indiai politikus, miniszterelnök (1977–1979)                           | 099 |        |
| április 9.  | Luis Sandi                    | mexikói zeneszerző                                                     | 091 | –      |
| április 8.  | Ben Johnson                   | amerikai színész (A szökés)                                            | 077 |        |
| április 8.  | León Klimovsky                | argentin filmrendező                                                   | 089 |        |
| április 8.  | Kővágó József                 | katonatiszt, mérnök, politikus, polgármester                           | 083 | –      |
| április 7.  | Georges Géret                 | francia színész                                                        | 071 |        |
| április 5.  | Charlene Holt                 | amerikai színésznő                                                     | 057 |        |
| április 4.  | Barney Ewell                  | olimpiai bajnok (1948) amerikai atléta, rövidtávfutó                   | 078 |        |
| április 4.  | Perczel Zita                  | színésznő, filmszínésznő                                               | 077 | –      |
| április 2.  | Elena Romero Barbosa          | spanyol zongoraművész, zeneszerző, karmester                           | 088 |        |

## Március
| Dátum       | Név                          | Foglalkozás / tisztség                                                                   | Kor | Forrás                                                       |
| ----------- | ---------------------------- | ---------------------------------------------------------------------------------------- | --- | ------------------------------------------------------------ |
| március 31. | Nino Borsari                 | olimpiai bajnok (1932) olasz kerékpárversenyző                                           | 084 |                                                              |
| március 31. | Dante Giacosa                | olasz mérnök, autótervező                                                                | 091 |                                                              |
| március 28. | Hans Blumenberg              | német filozófus                                                                          | 075 |                                                              |
| március 28. | Pēteris Dombrovskis          | lett származású ausztrál fotográfus                                                      | 051 |                                                              |
| március 28. | Barbara McLean               | amerikai vágó                                                                            | 092 |                                                              |
| március 26. | Koch Ferenc                  | fizikus, egyetemi tanár                                                                  | 071 | –                                                            |
| március 26. | David Packard                | amerikai elektromérnök, üzletember, a Hewlett-Packard vállalat társalapítója             | 083 |                                                              |
| március 25. | Hajdu István                 | erdélyi származású francia szobrászművész                                                | 089 | –                                                            |
| március 25. | Dioscoro S. Rabor            | fülöp-szigeteki zoológus, ornitológus, természetvédő                                     | 084 | –                                                            |
| március 24. | Lola Beltrán                 | mexikói énekesnő, színésznő                                                              | 064 |                                                              |
| március 23. | Erdődy János                 | író, műfordító                                                                           | 086 | –                                                            |
| március 22. | Ingeborg Markgraf-Dannenberg | német-svájci botanikus                                                                   | 085 |                                                              |
| március 22. | Claude Mauriac               | francia író, újságíró                                                                    | 081 |                                                              |
| március 21. | Kellner Bernát               | könyvtáros                                                                               | 088 | –                                                            |
| március 21. | Sverre Sørsdal               | olimpiai ezüstérmes (1920) norvég ökölvívó                                               | 095 |                                                              |
| március 20. | Werner Loeckle               | olimpiai bronzérmes (1936) német evezős                                                  | 079 |                                                              |
| március 18. | Jacquetta Hawkes             | angol régész                                                                             | 085 |                                                              |
| március 18. | Enrique Jordá                | baszk származású amerikai karmester                                                      | 084 |                                                              |
| március 18. | Niní Marshall                | argentin színésznő                                                                       | 092 |                                                              |
| március 17. | Elsa Respighi                | olasz zeneszerző és énekesnő                                                             | 101 |                                                              |
| március 16. | Charlie Barnett              | afroamerikai színész                                                                     | 041 |                                                              |
| március 15. | Robert Pearce                | olimpiai bajnok (1932) amerikai birkózó                                                  | 088 |                                                              |
| március 15. | Olga Rudge                   | amerikai hegedűmművész                                                                   | 100 |                                                              |
| március 15. | Somos András                 | kertészmérnök, a fóliasátras zöldségtermesztés magyarországi meghonosítója, az MTA tagja | 084 | –                                                            |
| március 13. | Krzysztof Kieślowski         | lengyel filmrendező                                                                      | 054 |                                                              |
| március 13. | Lucio Fulci                  | olasz filmrendező, forgatókönyvíró (A pokol hét kapuja)                                  | 068 | Archiválva 2006. október 22-i dátummal a Wayback Machine-ben |
| március 13. | Gellér Sándor                | válogatott labdarúgó kapus                                                               | 070 |                                                              |
| március 12. | Kállai Gyula                 | politikus, a minisztertanács elnöke                                                      | 085 | –                                                            |
| március 9.  | George Burns                 | amerikai színész, énekes                                                                 | 100 |                                                              |
| március 9.  | Kovács Imre                  | válogatott labdarúgó                                                                     | 075 | –                                                            |
| március 9.  | Alberto Pellegrino           | olimpiai és világbajnok olasz tőr- és párbajtőrvívó                                      | 065 |                                                              |
| március 6.  | Zdeněk Škrland               | olimpiai bajnok (1936) csehszlovák kenus                                                 | 082 |                                                              |
| március 5.  | Kondaker Mosztak Ahmad       | bangladesi politikus, elnök (1975)                                                       | 078 |                                                              |
| március 3.  | Marguerite Duras             | francia írónő, forgatókönyvíró, filmrendező                                              | 081 | –                                                            |
| március 3.  | Léo Malet                    | francia költő, író                                                                       | 086 |                                                              |
| március 3.  | Meyer Schapiro               | litván-zsidó származású amerikai művészettörténész                                       | 091 |                                                              |
| március 2.  | Jacobo Majluta               | Dominikai köztársasági politikus, elnök (1982)                                           | 061 |                                                              |
| március 2.  | Lyle Talbot                  | amerikai színész                                                                         | 094 |                                                              |
| március 1.  | Árvay János                  | statisztikus, egyetemi tanár                                                             | 071 | –                                                            |
| március 1.  | Vergílio Ferreira            | portugál író                                                                             | 080 |                                                              |
| március 1.  | Alf Lombard                  | svéd nyelvész                                                                            | 093 |                                                              |

## Február
| Dátum       | Név                        | Foglalkozás / tisztség                                                                           | Kor | Forrás |
| ----------- | -------------------------- | ------------------------------------------------------------------------------------------------ | --- | ------ |
| február 29. | Ifj. Kós Károly            | néprajzkutató, az MTA tagja, az erdélyi magyar néprajztudomány kiemelkedő alakja                 | 076 | –      |
| február 28. | Maximilien Rubel           | ukrán-zsidó származású francia történész                                                         | 090 |        |
| február 27. | Robert Kühner              | francia mikológus                                                                                | 092 |        |
| február 26. | Németh Marika              | színésznő                                                                                        | 070 | –      |
| február 25. | Caio Fernando Abreu        | brazil újságíró, író, drámaíró                                                                   | 047 |        |
| február 25. | Haing S. Ngor              | kambodzsai színész, szülész-nőgyógyász                                                           | 055 |        |
| február 24. | Charles Edward Pratt       | kanadai építész és olimpiai bronzérmes (1932) evezős                                             | 084 |        |
| február 23. | Birgit Brüel               | dán színésznő, énekesnő                                                                          | 068 |        |
| február 23. | Elisa Cegani               | olasz színésznő                                                                                  | 084 |        |
| február 21. | Priscilla Bonner           | amerikai színésznő                                                                               | 097 |        |
| február 21. | Hans-Joachim Bremermann    | német matematikus és biofizikus                                                                  | 069 |        |
| február 21. | Morton Gould               | amerikai zongorista, zeneszerző, karmester                                                       | 082 |        |
| február 20. | Solomon Asch               | amerikai pszichológus                                                                            | 088 | –      |
| február 20. | Gheorghe Dumitrescu        | román zeneszerző                                                                                 | 081 |        |
| február 20. | Hunyadfi István            | úszóedző                                                                                         | 087 | –      |
| február 20. | Viktor Konovalenko         | olimpiai bajnok (1964 és 1968) szovjet jégkorongozó                                              | 059 |        |
| február 20. | Audrey Munson              | amerikai modell, színésznő                                                                       | 104 |        |
| február 20. | Szalkai Sándor             | filmrendező                                                                                      | 061 | –      |
| február 18. | Kápolnai Pauer István      | katonatiszt, hadtörténész                                                                        | 063 | –      |
| február 17. | Hervé Bazin                | francia író                                                                                      | 084 |        |
| február 17. | Evelyn Laye                | angol színésznő, énekesnő                                                                        | 095 |        |
| február 16. | Pat Brown                  | amerikai ügyvéd, politikus, Kalifornia kormányzója (1959–1967)                                   | 090 |        |
| február 16. | Jakab György               | zeneszerző, énekes, a Neoton Família billentyűse                                                 | 045 | –      |
| február 16. | Miloš Kopecký              | cseh színész (Kórház a város szélén)                                                             | 073 | –      |
| február 16. | Brownie McGhee             | amerikai blues-énekes, -gitáros                                                                  | 080 |        |
| február 15. | Tommy Rettig               | amerikai gyerekszínész                                                                           | 054 |        |
| február 15. | McLean Stevenson           | amerikai színész                                                                                 | 068 |        |
| február 15. | Straub F. Brunó            | biokémikus, akadémikus, 1988 és 1989 között a Magyar Népköztársaság Elnöki Tanácsa utolsó elnöke | 082 | –      |
| február 14. | Helge Halkjær              | olimpiai ezüstérmes (1948) dán evezős                                                            | 079 |        |
| február 14. | Čeněk Kottnauer            | cseh-brit sakkozó                                                                                | 085 |        |
| február 14. | Francisco Tomás y Valiente | spanyol jogász, író, történész                                                                   | 063 |        |
| február 14. | Bob Paisley                | liverpooli labdarúgó                                                                             | 077 | –      |
| február 14. | Alejandro de la Sota       | spanyol-galiciai építész                                                                         | 082 |        |
| február 13. | Martin Balsam              | amerikai színész                                                                                 | 076 |        |
| február 13. | George Jefferson           | olimpiai bronzérmes (1932) amerikai atléta, rúdugró                                              | 085 |        |
| február 9.  | Alistair Cameron Crombie   | ausztrál zoológus, tudománytörténész                                                             | 080 |        |
| február 9.  | Adolf Galland              | német Luftwaffetiszt, vadászrepülő és repülőász                                                  | 083 | –      |
| február 9.  | Gunārs Piesis              | lett filmrendező, forgatókönyvíró                                                                | 064 |        |
| február 7.  | Borisz Csajkovszkij        | szovjet-orosz zeneszerző                                                                         | 070 |        |
| február 6.  | Guy Madison                | amerikai színész                                                                                 | 074 |        |
| február 6.  | Pataky Jenő                | színész                                                                                          | 081 | –      |
| február 5.  | Gianandrea Gavazzeni       | olasz zeneszerző, karmester                                                                      | 086 |        |
| február 4.  | Manolo Fábregas            | mexikói színész                                                                                  | 074 |        |
| február 4.  | Alfredo Nobre da Costa     | portugál politikus, miniszterelnök (1978)                                                        | 072 | –      |
| február 3.  | Guy Gilles                 | francia filmrendező, forgatókönyvíró, színész                                                    | 057 |        |
| február 3.  | Audrey Meadows             | amerikai színésznő                                                                               | 073 |        |
| február 2.  | Gene Kelly                 | Oscar-díjas amerikai táncos, színész, énekes, rendező, producer és koreográfus                   | 083 | –      |
| február 2.  | Sibita Minao               | japán zeneszerző                                                                                 | 079 |        |
| február 2.  | Mieczysław Weinberg        | lengyel-zsidó származású szovjet zeneszerző                                                      | 076 |        |

## Január
| Dátum      | Név                        | Foglalkozás / tisztség                                                  | Kor | Forrás                                                      |
| ---------- | -------------------------- | ----------------------------------------------------------------------- | --- | ----------------------------------------------------------- |
| január 30. | Guy Doleman                | új-zélandi-amerikai színész (Tűzgolyó)                                  | 072 |                                                             |
| január 29. | Jamie Uys                  | dél-afrikai filmrendező (Az istenek a fejükre estek), producer, színész | 074 |                                                             |
| január 28. | Joszif Brodszkij           | Nobel-díjas orosz költő, esszéista                                      | 055 | –                                                           |
| január 27. | Bodnár János Antal         | tanító, a Demokrata Néppárt országgyűlési képviselője                   | 092 | –                                                           |
| január 27. | Eugenija Šimkūnaitė        | litván etnográfus, gyógyszerkutató                                      | 075 |                                                             |
| január 26. | Maria Fotino               | román zongoraművész                                                     | 082 | –                                                           |
| január 26. | Charles Jewtraw            | olimpiai bajnok (1924) amerikai gyorskorcsolyázó                        | 095 |                                                             |
| január 26. | David Schultz              | olimpiai bajnok (1984) amerikai birkózó                                 | 036 |                                                             |
| január 25. | Ruth Berghaus              | német koreográfus, színházi- és operarendező                            | 068 |                                                             |
| január 25. | Antonino Buenaventura      | Fülöp-szigeteki zeneszerző, karmester                                   | 091 |                                                             |
| január 24. | Jelizaveta Bagrjanceva     | olimpiai ezüstérmes (1952) szovjet atléta, diszkoszvető                 | 075 |                                                             |
| január 24. | Iharos Sándor              | magyar futóbajnok                                                       | 065 | –                                                           |
| január 23. | Bácskai István             | jogász, eszperantista                                                   | 088 | –                                                           |
| január 22. | William Cantrell           | amerikai motorcsónak- és autóversenyző                                  | 087 |                                                             |
| január 21. | Edem Ephraim               | német származású angol énekes, zenész (London Boys)                     | 036 | –                                                           |
| január 21. | Dennis Fuller              | jamaicai származású angol énekes, zenész (London Boys)                  | 036 | –                                                           |
| január 20. | Ló Vaj                     | kínai színész                                                           | 077 | –                                                           |
| január 20. | Gerry Mulligan             | amerikai dzsesszzenész, klarinétos, zeneszerző, zongorista, hangszerelő | 068 |                                                             |
| január 19. | Don Simpson                | amerikai producer, Jerry Bruckheimer üzlettársa                         | 052 | –                                                           |
| január 18. | Leonor Fini                | argentin festőművész                                                    | 087 |                                                             |
| január 14. | Annie Broadbent            | olimpiai bronzérmes (1928) brit tornász                                 | 087 |                                                             |
| január 14. | Jacques Lebrun             | olimpiai bajnok (1932) francia vitorlázó                                | 085 |                                                             |
| január 13. | Elina Pohjanpää            | finn színésznő                                                          | 062 |                                                             |
| január 12. | Rauni Luoma                | finn színésznő                                                          | 084 |                                                             |
| január 10. | Erik Blomster              | Európa-bajnoki bronzérmes (1950) finn atléta, hosszútávfutó             | 067 | –                                                           |
| január 10. | Ivan Gyerjugin             | olimpiai bajnok (1956) szovjet öttusázó                                 | 067 |                                                             |
| január 9.  | Maria Kusion-Bibro         | Európa-bajnoki bronzérmes (1958) lengyel atléta, rövidtávfutó           | 059 |                                                             |
| január 8.  | Carmen Conde               | spanyol költő, író                                                      | 088 |                                                             |
| január 8.  | François Mitterrand        | francia politikus, köztársasági elnök (1981–1995)                       | 079 | [ 15 ]                                                      |
| január 7.  | Grósz Károly               | politikus, miniszterelnök                                               | 065 | –                                                           |
| január 6.  | Duane Hanson               | amerikai szobrász                                                       | 070 |                                                             |
| január 4.  | Ramón Vinay                | chilei operaénekes                                                      | 084 |                                                             |
| január 2.  | Hanna Adamczewska-Wejchert | lengyel építész, várostervező                                           | 075 | Archiválva 2021. július 21-i dátummal a Wayback Machine-ben |
| január 1.  | Gertrude Blanch            | orosz származású amerikai matematikus                                   | 098 |                                                             |
| január 1.  | Alífa Rifaat               | egyiptomi író                                                           | 065 |                                                             |

## Külső hivatkozások
- Kiegészítések a Magyar Életrajzi Kalauzhoz
- A Nemzeti Kegyeleti- és Emlékhely-bizottság honlapja